# Stellaria alsine
La Stellaria alsine (coneguda en català com a estel·lària dels aiguamolls) és una herba que produeix flors de color blanc. És d'inflorescència cimosa bípada i fa el fruit en càpsula. Alguns autors (Murray i altres) la consideren sinònima de la Stellaria uliginosa.